# Roque Caballero (futbolista paraguayo)
Roque Caballero (Asunción, Paraguay, 31 de agosto de 1990) es un futbolista paraguayo. Juega como delantero. Actualmente milita en el Deportivo Mixco de la Primera División de Guatemala.

## Trayectoria

### Colombia
Luego de tener una excelente campaña con Trinidense en la Segunda División de Paraguay desde el país cafetero se fijan en Roque, el 3 de enero de 2016 aterreiza en suelo Bogotano (capital de Colombia) con la idea de hacer la escala para ir a Ibagué y fichar con el Deportes Tolima pero al aterrizar y ya en la sala de espera del Aeropuerto El Dorado recibe una llamada en la cual le informan que ya no contarían con sus servicios a último momento cambia su tiquete y toma rumbo a la ciudad de Neiva donde ficha con el Atlético Huila el 4 de enero de 2016. Con el club opita Roque comenzó a ser apodado como "El Caballero del Gol" ya que anotó en sus 5 primeros partidos de manera consecutiva siendo el goleador de la liga en las primeras fechas pero después como se dice popularmente se le cerró el arco sumado a una lesión que acobaron con frecuencia goleadora en el momento en el que los clubes más grandes del país; Atlético Nacional, Independiente Santa Fe y Millonarios se habían fijado en él. Terminó el 2016 con 25 partidos jugados anotando 6 goles. A finales del 2016 es confirmado como nuevo jugador del Rionegro Águilas.

## Clubes
| Club                 | País        | Año               |
| -------------------- | ----------- | ----------------- |
| Sportivo Luqueño     | Paraguay    | 2010 - 2012       |
| Tacuary              | Paraguay    | 2013 - 2014       |
| Sportivo Trinidense  | Paraguay    | 2014 - 2015       |
| Atlético Huila       | Colombia    | 2016              |
| Águilas Doradas      | Colombia    | 2017              |
| Sportivo Trinidense  | Paraguay    | 2017              |
| Cúcuta Deportivo     | Colombia    | 2018              |
| Águilas Doradas      | Colombia    | 2018              |
| Atlético Bucaramanga | Colombia    | 2019              |
| Sportivo Luqueño     | Paraguay    | 2020              |
| Club Capitán Figari  | Paraguay    | 2021              |
| Club Pilcomayo FBC   | Paraguay    | 2022              |
| Jocoro               | El Salvador | 2022              |
| Deportivo Mixco      | Guatemala   | 2023 - Actualidad |